# Nepenthes izumiae
Nepenthes izumiae este o specie de plante carnivore din genul Nepenthes, familia Nepenthaceae, ordinul Caryophyllales, descrisă de Troy Davis, C. Clarke și Tamin. Conform Catalogue of Life specia Nepenthes izumiae nu are subspecii cunoscute.

## Galerie de imagini

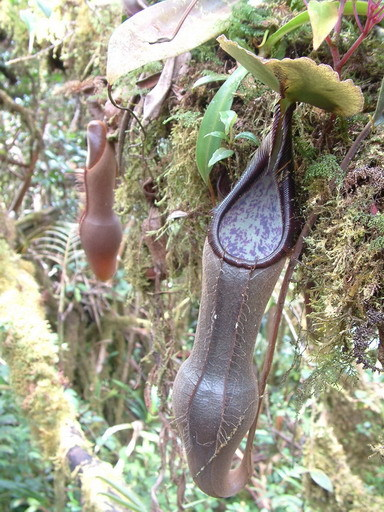
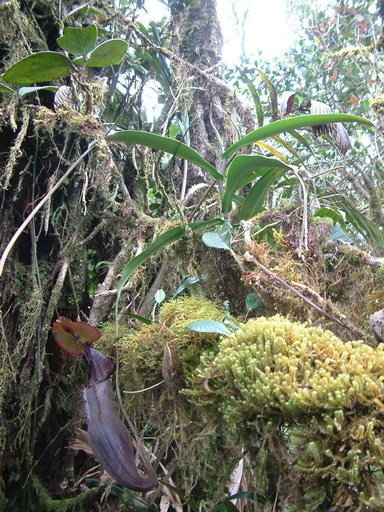
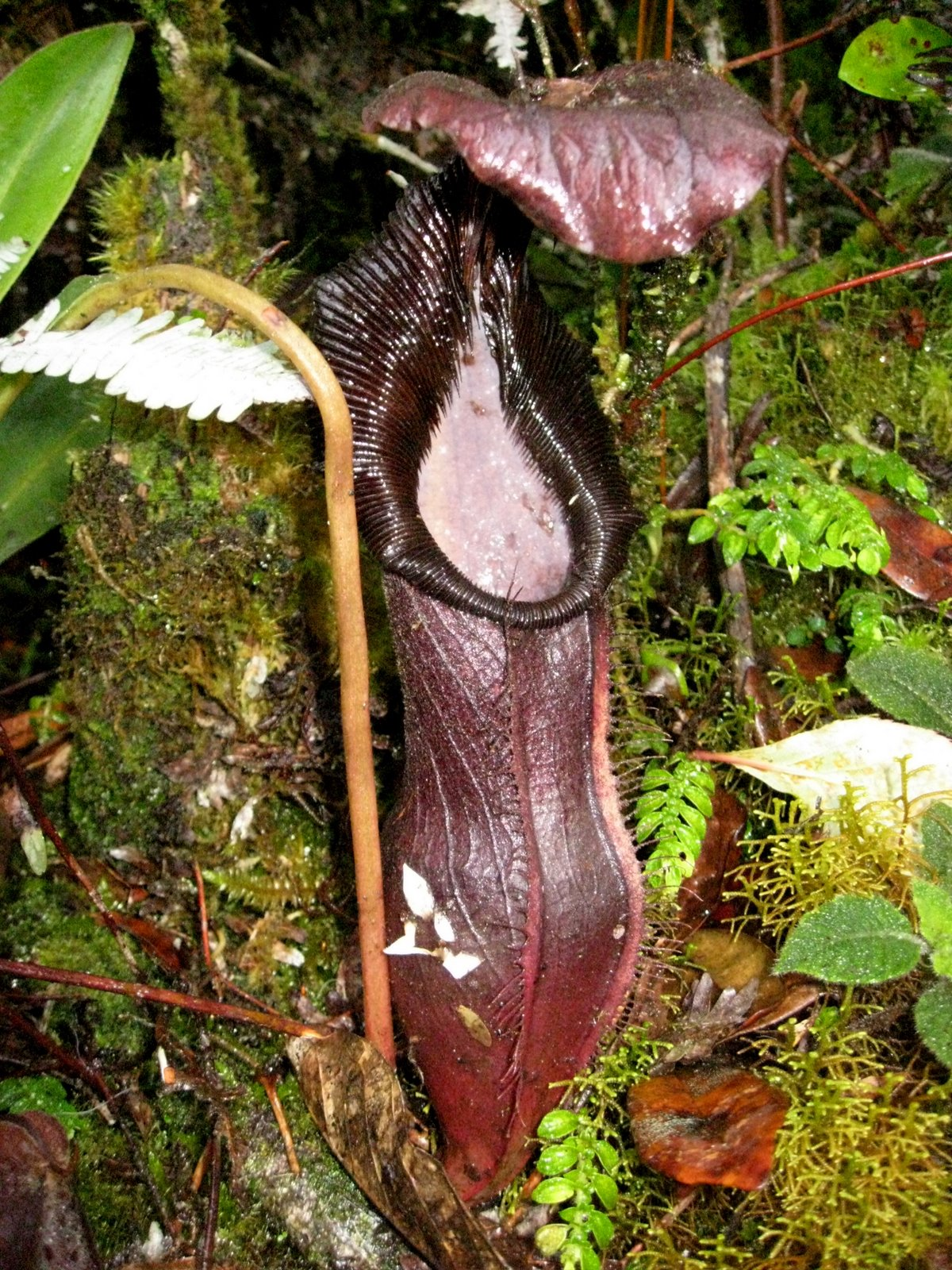
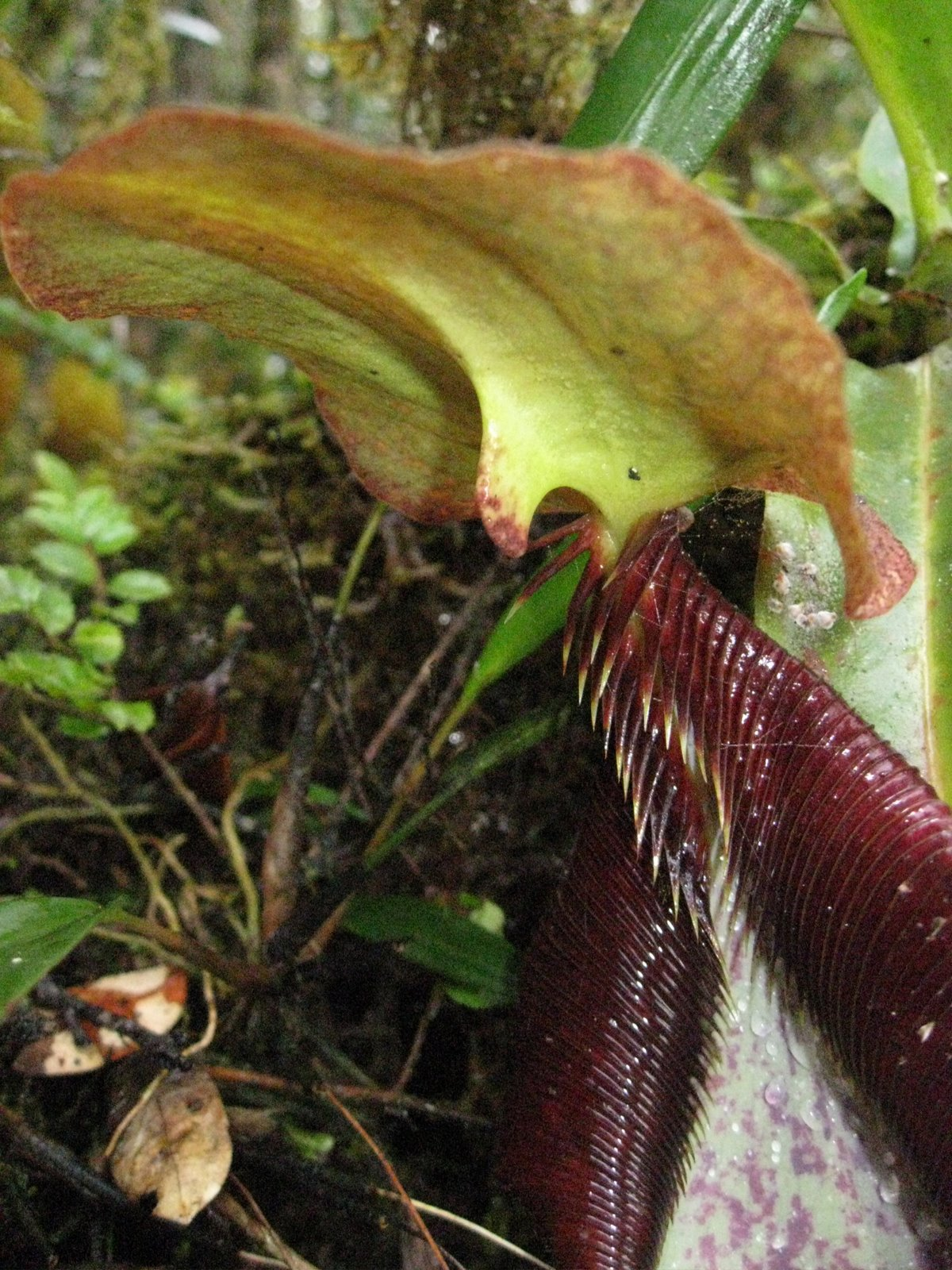
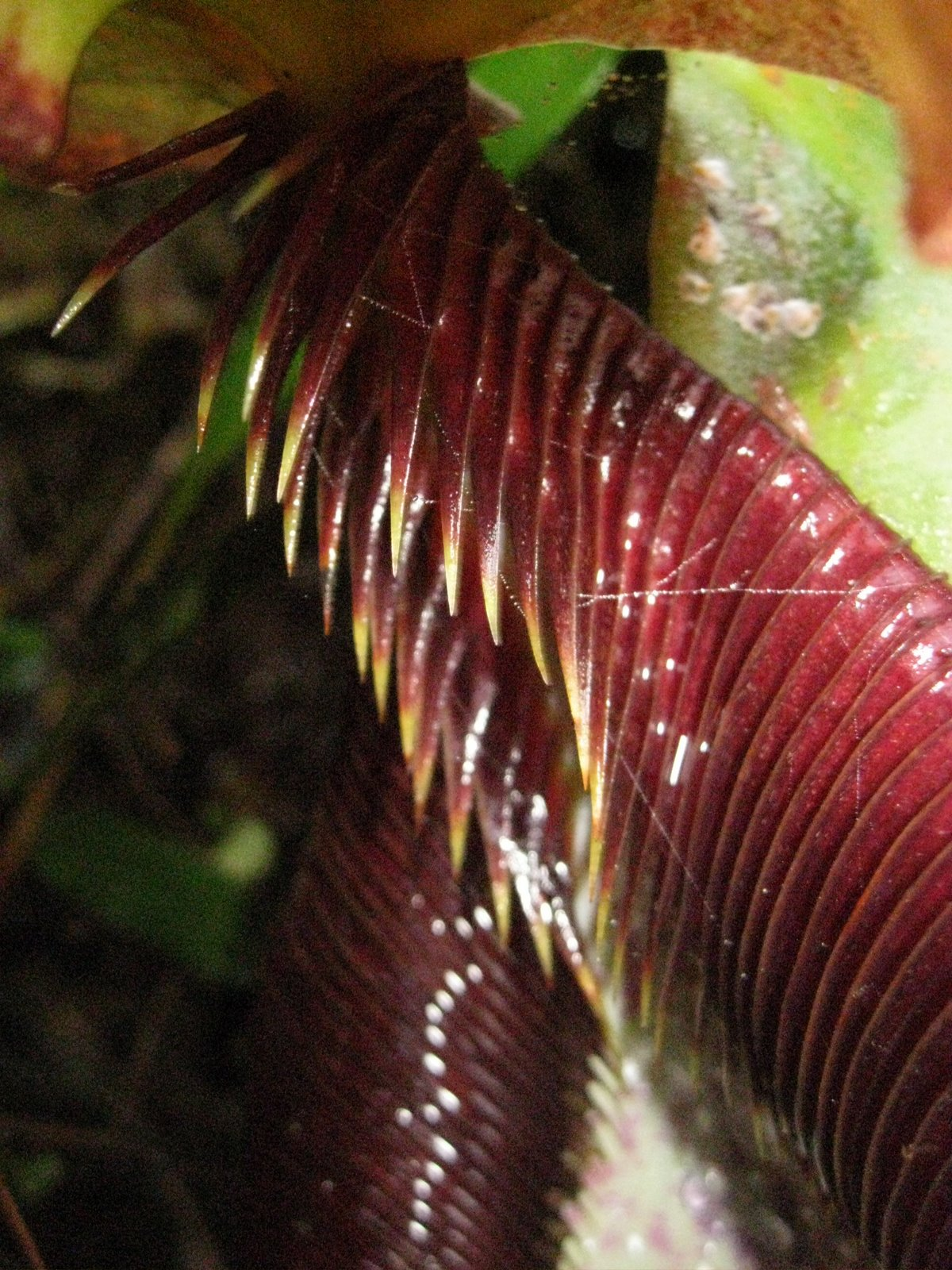
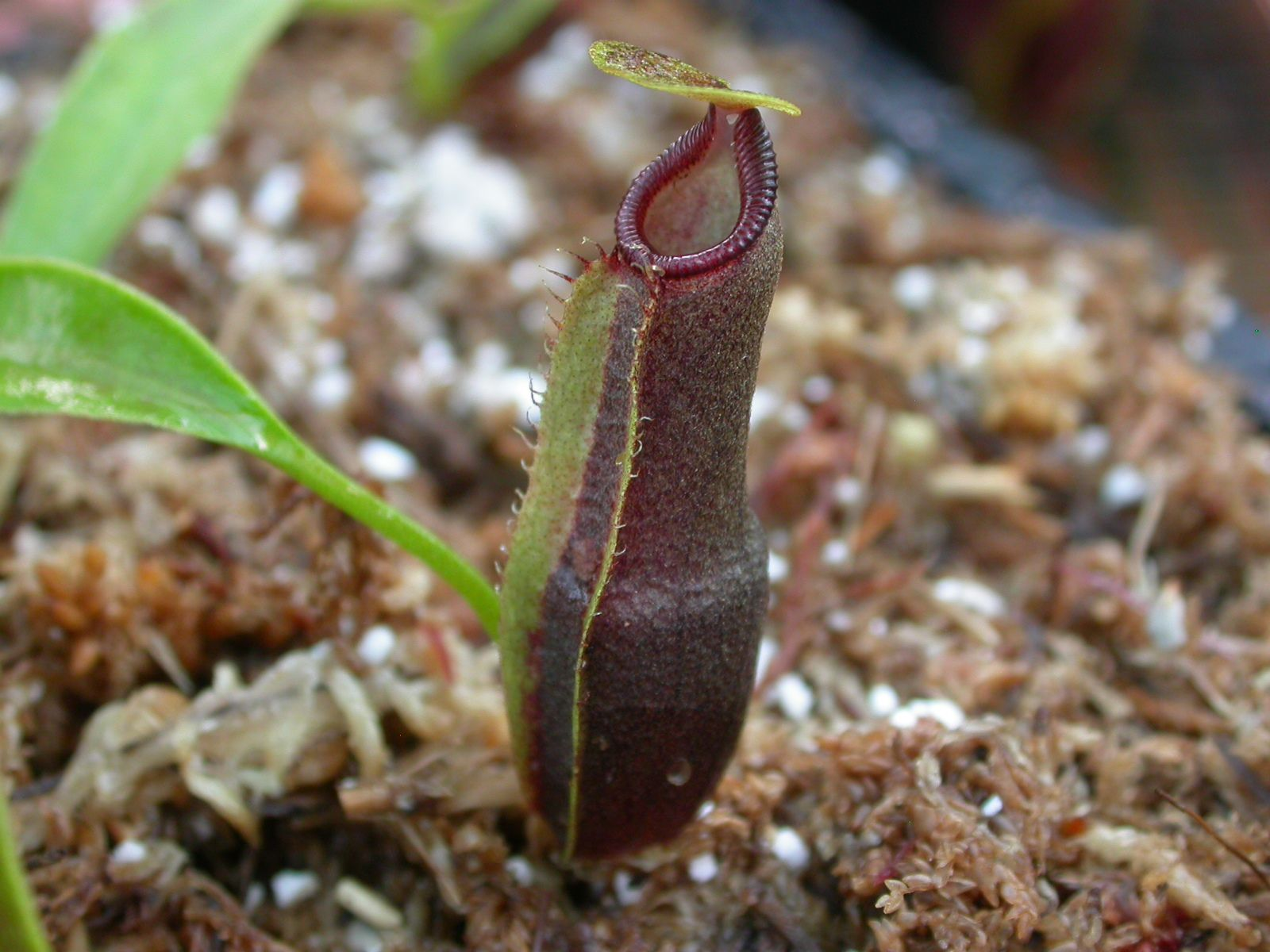